# Этреопон
Этреопо́н (фр. Étréaupont) — коммуна во Франции, находится в регионе Пикардия. Департамент коммуны — Эна. Входит в состав кантона Вервен. Округ коммуны — Вервен.
Код INSEE коммуны — 02295.

## Население
Население коммуны на 2010 год составляло 895 человек.
| 1962 | 1968 | 1975 | 1982 | 1990 | 1999 | 2010 |
| ---- | ---- | ---- | ---- | ---- | ---- | ---- |
| 1143 | 1015 | 969  | 955  | 966  | 933  | 895  |

## Экономика
В 2010 году среди 574 человек трудоспособного возраста (15—64 лет) 392 были экономически активными, 182 — неактивными (показатель активности — 68,3 %, в 1999 году было 65,4 %). Из 392 активных жителей работали 307 человек (180 мужчин и 127 женщин), безработных было 85 (36 мужчин и 49 женщин). Среди 182 неактивных 37 человек были учениками или студентами, 75 — пенсионерами, 70 были неактивными по другим причинам.